# Phantom Winter
Phantom Winter ist eine deutsche Doom-Metal- und Post-Metal-Band.

## Geschichte
Andreas Schmittfull und Christof Rath gründeten Phantom Winter 2014 in Würzburg, nach eigenen Angaben als Nebenprojekt zu Omega Massif. Der Impuls zur Bandgründung sei von Rath gekommen, nachdem der Schreibprozess neuer Musik mit Omega Massif „nicht mehr so richtig funktioniert“ habe. Die ursprünglich als Zwei-Personen-Gruppe geplante Band wuchs zügig zu einer größeren Band-Konstellation an. Schmittfull schrieb das erste Stück Wintercvlt, das im Blank Disc Studio von Tobias Anderko aufgenommen wurde. Zu diesem Zeitpunkt war Christian Krank bereits als weiterer Sänger Mitglied von Phantom Winter. Nach dieser Aufnahme stieß der Bassist Martin Achter zur Band. Gemeinsam spielte die Band das Album Cvlt ein konnte nach einem halben Jahr das erste Album präsentieren. Der Albumtitel Cvlt wurde einerseits als Homophon zum Omega Massif-Demo kalt gewählt, andererseits bezogen auf jede Art von Kult, der Menschen beeinflusse. Es war als konzeptioneller Abgesang auf derartige Kulte intendiert. Das Album wurde 2015 über Golden Antenna Records veröffentlicht. Mit Cvlt wurde Phantom Winter von Moritz Grütz für Metal1.info als „würdigen Nachfolger“ zu Omega Massif gelobt. Für Metal.de schrieb Marek Protzak, dass Phantom Winter „zweifelsfrei ein erstes dunkel leuchtendes Ausrufezeichen in die Welt der abseitigen Kultur gerammt“ habe die emotional berühre und als Kunst verstanden werden sollte. Für Musikreviews schrieb Andreas Schiffmann, Cvlt sei „das hübsch-hässlichste Musik-Erzeugnis in diesem Jahr.“

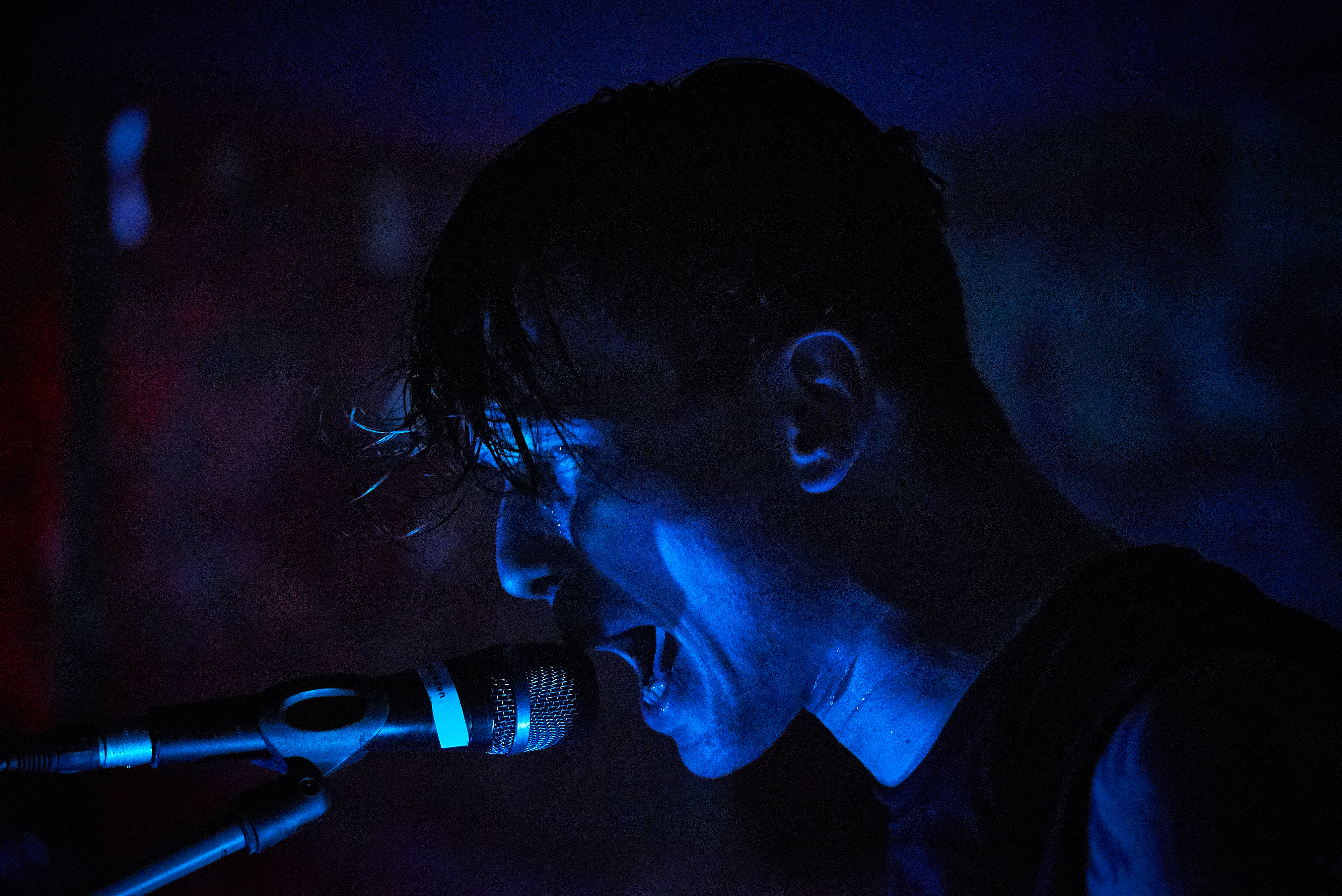
Andreas Schmittfull mit Phantom Winter im Schokoladen Berlin 2016

Nach der Aufnahme des Debüt trat David Schneiker, der bereits in der Band Bait spielte, als zweiter Gitarrist Phantom Winter bei. Er beteiligte sich an mehreren Liveauftritte, bis er die Band wieder verließ und durch Björn Granzow ersetzt wurde. Das zweite Album Sundown Pleasures erschien 2016. Der Titel ist als Hommage an das Album Unknown Pleasures von Joy Division gedacht. Mit dem von Andreas Deininger gedrehten Musikvideo zum Titelstück und das in Kalifornien entstandene Video zu Bombing the Witches von Jeremiah Jones mit Kerry Knuppe, entstanden mehrere Musikvideos zu Sundown Pleasures. Auch dies Album erhielt durchgehend positive Bewertungen. Björn Backes schrieb für Powermetal.de Sundown Pleasures sei „in musikalischer Alptraum, als solcher aber ein Erlebnis, das man sich als Liebhaber fieser und finsterer Klänge auf gar keinen Fall entgehen lassen“ dürfe. Für Pretty in Noise schrieb Robert Schmidt der Hörer würde „auf eine anstrengende aber auch sehr anschauliche Reise an menschlichen Abgründe mitgenommen“. Ähnlich urteilte Marek Protzak, der das Album erneut für Metal.de besprach Sundown Pleasures sei „ein garstiges Stück Kultur, ein schwerer wie scharfzackiger Brocken, dessen Wucht beim Erstkontakt beeindruckt, dessen erstaunliche Vielschichtigkeit ihre Faszination aber erst offenbart, dringt man durch die schwarzmetallene vokalische Oberfläche und tiefer in die nichtsdestoweniger durchgängig lichtlose Materie.“ Für Heavy Pop schrieb Oliver der attestierte, dass die Musiker „für sich genommen auch noch Luft nach oben“ ausweise. Dennoch seien Phantom Winter mit Sundown Pleasures zur waschechten Referenzband ausgewachsen, die Standards setze, an derer sich andere Gruppen messen lassen müssen. In einer für das Ox-Fanzine verfassten Rezension schrieb Wolfram Hanke, dass Phantom Winter „[z]usammen mit MANTAR wohl das Beste, was es derzeit in diesem Bereich gibt“ sei. Die Band bewege sich „auf sehr hohem Niveau“ schrieb Moritz Rink für Between the Lines. Moritz Grütz betonte, in seiner für Metal1.info verfassten Rezension, dass Phantom Winter „ein vollkommen eigenständiges Album, härter und druckvoller, dreckiger und weit weniger melodisch als das Debüt“ mit Sundown Pleasures gelungen sein. Für Musikreviews schrieb erneut Andreas Schiffmann und nannte das Album fazitär komprimierend: „Vertonte Beklemmung, meisterhaft in der Ausführung.“

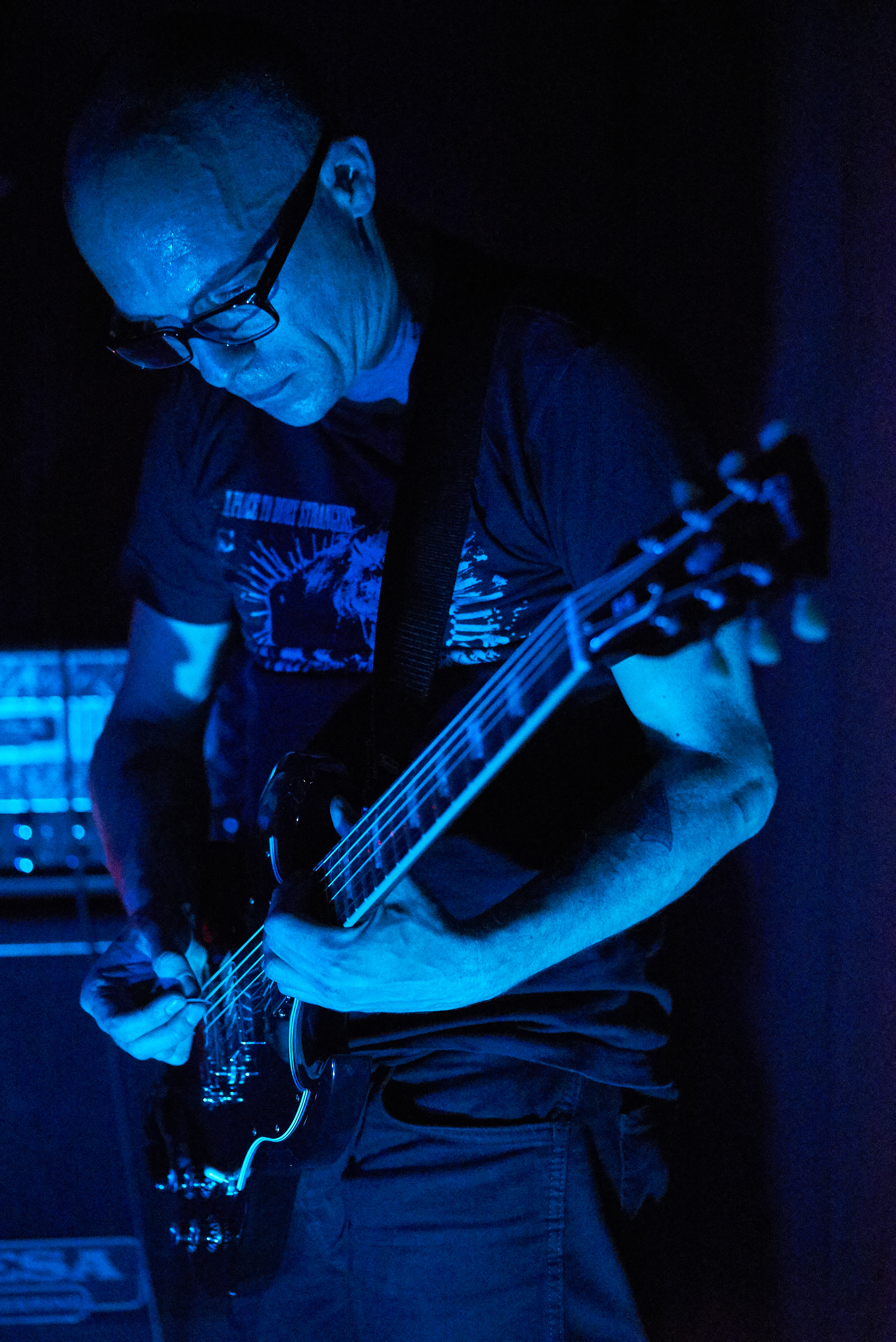
Björn Granzow mit Phantom Winter im Schokoladen Berlin 2016

Nach der Veröffentlichung schied Granzow aus zeitlichen Gründen aus der Band und wurde durch Florian Brunhuber ersetzt. In der neuen Konstellation spielte die Band das dritte Album mit dem Titel Into Dark Science ein, welches 2018 erneut über Golden Antenna Records, erschien. Das Album schloss die Trilogie der ersten drei Alben ab. Die Kritiken fielen erneut überwiegend positiv aus. Kritisiert wurde allemal, der hohe Schreigesang, auf dessen Basis das Album „ein zwiespältiges Erlebnis“ sei. So hieß es, dass „auf Grund der extremen Ausrichtung und auch den besonders prägnanten Keiflauten ein komplettes Durchhören schon nahezu qualvoll“, aber dennoch lohnend sei. An anderer Stelle wurde das Album jedoch ohne solche Einschränkungen gelobt. Dabei hieß es auch in überaus positiven Besprechungen, Into Dark Science ist „ein in jeder Hinsicht schweres Album, das den rechten Ort und die rechte – ausreichende – Zeit braucht, um erlebt zu werden.“ In Konsequenz der vorausgegangenen Veröffentlichungen hieß es ist Into Dark Science den „Vorgängern absolut ebenbürtig und schließt die erste Trilogie mit Bravour ab.“ Es wird als härter als Cvlt und noch kompromissloser als Sundown Pleasures resümierend „der Perfektion einen wichtigen Schritt“ näherkommend beschrieben. Into Dark Science sei ein „musikalische[r] Inbegriff der Finsternis“, „von einer bemerkenswerten Schroffheit und Kälte“,, eine „Reise ins Nichts“ und als solche „[f]ordernd und faszinierend.“ So beinhalte das Album „die extremsten, aber mitunter auch die ruhigsten Passagen, die man von der Band bislang zu hören bekommen hat.“ Für das Magazin Metal Hammer vergab Christina Wenig sechs von sieben möglichen Punkten. Man habe „das Gefühl, sich mitten in einem Exorzismus zu befinden. Resultat: Gänsehaut, 45 Minuten lang“, schrieb sie.

„Wer sich auf diesen Albtraum einlässt, der wird dafür mit einer intensiven musikalischen Erfahrung belohnt, die wahrlich nicht alltäglich ist. Vielleicht noch kompromissloser als auf ihren ersten beiden Veröffentlichungen, legen Phantom Winter hier ein extremes Werk vor, das größte Beachtung verdient.“

Achter verließ Phantom Winter 2019, woraufhin Kevin Gärtner die Funktion des Bassisten übernahm. Aufgrund der COVID-19-Pandemie und den dadurch ausfallenden Bezügen vieler Künstler und Clubbetreiber wurde im Sommer 2020 ein Coversong von Bananaramas Song Cruel Summer aufgenommen und digital als Benefiz-Stück für die Braunschweiger Bar Klaue als Musikdownload veröffentlicht.

## Stil

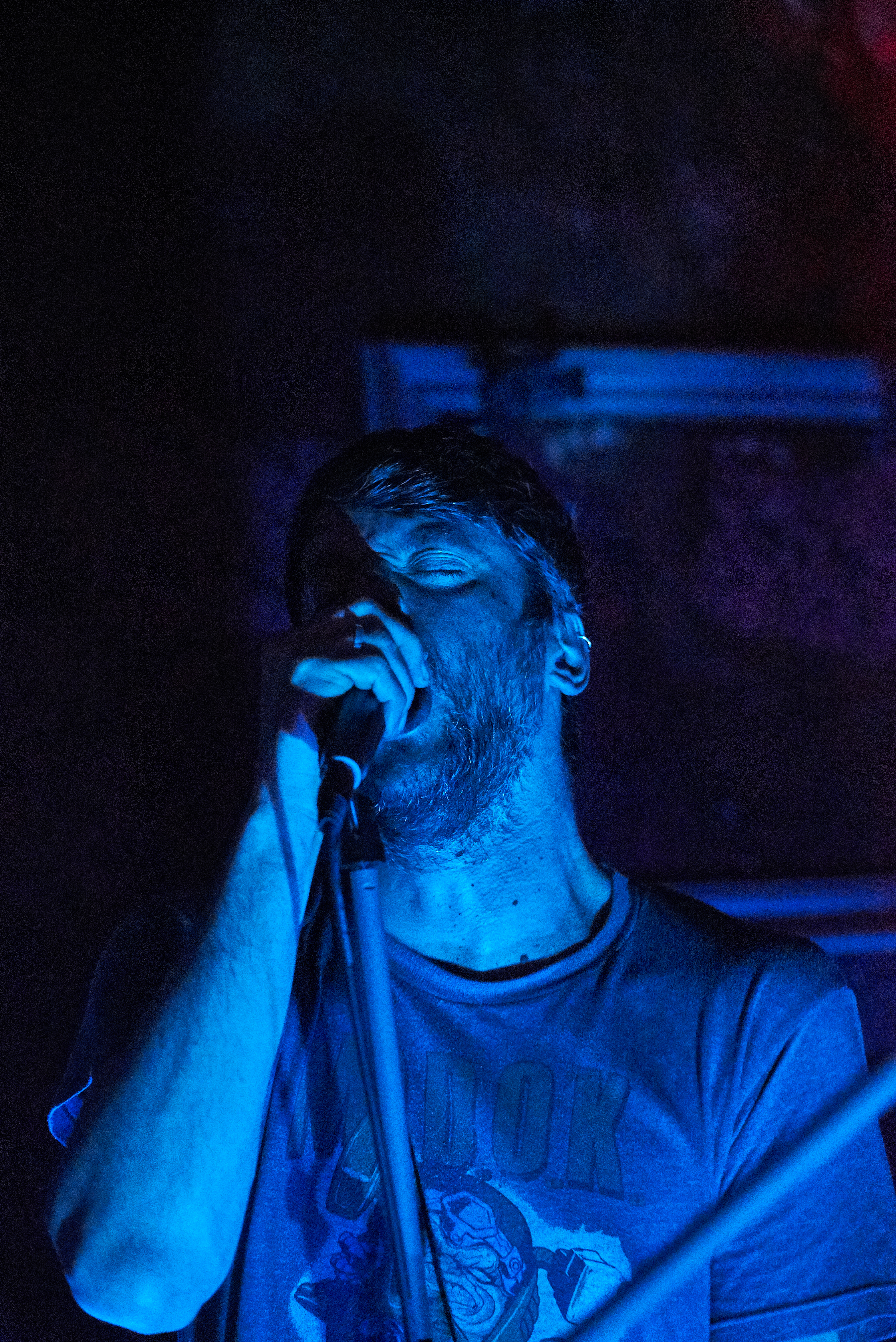
Christian Krank mit Phantom Winter im Schokoladen Berlin 2016

Phantom Winter bezeichnen ihren Stil als Winterdoom. Rezensenten verweisen auf Post-Metal, Sludge und Post-Black-Metal, sowie auf Interpreten dieser Stilrichtungen als Referenz. Für das Songwriting, die Texte, Arrangements und Samples ist Schmittfull alleinverantwortlich. Die Musik ist geprägt von einem schweren als schleifend bezeichneten Riffing, das dem des Sludge nahe steht, einem als „maschinell-kalt in Szene“ gesetzt bezeichnetem Schlagzeugspiel und „melancholisch-melodiösen Leads.“

„Viel Lärm, viel Wut, jede Menge Doom-, Post- und sogar Black Metal-Anleihen, vertonte apokalyptische Szenarien, dichte Atmosphäre, dezente Gitarrenmelodien, ein bisschen Drone, mal kompakt und mal episch. Das hört sich jetzt vielleicht zerfahren an, ist es aber nicht. Viel mehr stopfen Phantom Winter diese Komponenten wirklich liebevoll in die musikalische Presswurst und servieren das Ganze auf sehr hohem Niveau ansprechend mit Garnitur und so.“

## Diskografie
- 2015: Cvlt (Album, Vinyl-LP, CD Golden Antenna Records; MC Winterdoom Records)
- 2016: Sundown Pleasures (Album, Vinyl-LP, CD Golden Antenna Records; MC Winterdoom Records)
- 2018: Into Dark Science (Album, Vinyl-LP, CD Golden Antenna Records)
- 2020: Bananarama - Cruel Summer (Download-Single, Selbstverlag)
- 2023: Her Cold Materials (Album, Vinyl-LP, CD This Charming Man Records)